# Petr Vabroušek
Petr Vabroušek (* 27. September 1973 in Prag) ist ein tschechischer Triathlet. Er ist Vizeeuropameister auf der Langdistanz (1999), Ironman-Sieger (2000) und mehrfacher nationaler Meister auf der Triathlon-Langdistanz (2011–2015).

## Werdegang

### Rudersport 1982–1993
Vabroušek war mit seinen Brüdern bis 1993 elf Jahre lang im Rudersport aktiv. Sein zwei Jahre jüngerer Bruder Michal Vabroušek (* 1975) ist als Ruderer aktiv und startete 1996 und 2004 bei den Olympischen Spielen.

### Triathlon Kurzdistanz seit 1989
Als 16-Jähriger startete Petr Vabroušek 1989 bei seinem ersten Triathlon und blieb ab 1993 ganz dabei.

Er zeichnet sich als Athlet durch eine besondere Form des Trainings aus:
Seine Vorbereitung besteht in der Absolvierung von etwa 50 Ausdauerwettkämpfen jeglicher Art pro Jahr.

### Triathlon Langdistanz seit 1993
1995 wurde er tschechischer Duathlon-Staatsmeister.
1999 wurde er in Almere Vizeeuropameister auf der Triathlon-Langdistanz.
Der Vielstarter Petr Vabroušek hatte bereits im ersten Halbjahr 2008 sechs Ironman-Triathlons und zwei Halb-Ironman-Wettkämpfe erfolgreich absolviert. Im März 2011 absolvierte er in Neuseeland bereits seinen 100. Start auf der Ironman-Distanz (3,86 km Schwimmen, 180,2 km Radfahren und 42,195 km Laufen) und Ende des Jahres 2011 konnte er bereits auf 108 erfolgreich absolvierte Rennen über die Langdistanz zurückblicken. Er ist Mitglied des Titan Sport Club Kudlov und weltweit der Triathlet mit den meisten Starts auf der Langdistanz. Weiter hält er den Rekord mit 79 Top-Ten-Platzierungen bei Ironman-Rennen und bislang konnte er zweimal gewinnen (Stand: April 2017).
2013 konnte er beim Antarctic Ice Marathon das Marathonrennen sowie den 100-Kilometer-Lauf gewinnen. 2015 konnte er den Marathon im arktischen Eis erneut für sich entscheiden.
Im September 2014 wurde er Fünfter bei der ETU-Langdistanz-Europameisterschaft. Als zweiter Tscheche nach Jan Strangmüller (2000) holte er sich im September 2015 den Sieg beim Austria-Triathlon, nachdem er hier in den Vorjahren bereits zweimal Dritter und Zweiter geworden war.
Im Mai 2023 konnte der 50-Jährige den Himalayan Extreme Triathlon für sich entscheiden (3,8 km Schwimmen, 150 km Radfahren und 43 km Laufen).

## Sportliche Erfolge
| Datum/Jahr    | Rang | Wettbewerb                           | Austragungsort | Zeit       | Bemerkung |
| ------------- | ---- | ------------------------------------ | -------------- | ---------- | --- |
| 21. Mai 2016  | 3    | Vienna City Triathlon                | Wien           |            | Olympische Distanz                                                                                                   |
| 7. Juni 2014  | 1    | Czechman Triatlon                    | Tschechien     | 04:10:19   | 1,9 km Schwimmen, 90 km Radfahren und 21 km Laufen                                                                   |
| 17. Mai 2014  | 2    | Vienna City Triathlon                | Wien           | 03:13:30   | Das Rennen musste witterungsbedingt als Duathlon ausgetragen werden (5 km Laufen, 66 km Radfahren und 20 km Laufen). |
| 15. Aug. 2013 | 21   | CZE Triathlon National Championships | Tschechien     | 02:16:43   | |
| 19. Aug. 2012 | 6    | Challenge Vichy                      | Vichy          | 04:09:53   | Austragung über die Halbdistanz                                                                                      |
| 9. Juli 2011  | 1    | Mammothman Triathlon                 | Česká Lípa     | 04:33:05   | Sieger neben Kristína Neč-Lapinová bei den Frauen (1,9 km Schwimmen, 93 km Radfahren und 21,1 km Laufen)             |
| 4. Juni 2011  | 1    | Czechman Triatlon                    | Tschechien     | 04:10:29,0 | |
| 28. Mai 2011  | 1    | Vienna City Triathlon                | Wien           | 03:56:19   | Sieger auf der Halbdistanz (1,9 km Schwimmen, 90 km Radfahren, 20 km Laufen)                                         |
| 20. Sep. 2010 | 9    | Ironman 70.3 Cancún                  | Cancún         | 04:20:32   | [ 8 ] |
| 12. Juni 2010 | 1    | Vienna City Triathlon                | Wien           | 01:58:52   | auf der olympischen Distanz                                                                                          |
| 2010          | 1    | Czechman Triatlon                    | Tschechien     |            | |
| 23. Aug. 2008 | 3    | Waldviertler Eisenmann Triathlon     | Litschau       | 04:18:44   | 2,3 km Schwimmen, 84 km Radfahren und 21 km Laufen                                                                   |
| 2007          | 1    | Viennaman                            | Wien           |            | Half-Ironman (Ironman 70.3)                                                                                          |
| 1. Mai 2005   | 15   | St. Croix Triathlon                  | Saint Croix    | 04:35:27   | |

| Datum/Jahr    | Rang | Wettbewerb                                                   | Austragungsort     | Zeit     | Bemerkung                                                                                                |
| ------------- | ---- | ------------------------------------------------------------ | ------------------ | -------- | --- |
| 7. Mai 2023   | 1    | Himalayan Extreme Triathlon                                  | Kathmandu          | 16:51:19 | 3,8 km Schwimmen, 150 km Radfahren und 43 km Laufen                                                      |
| 25. Juni 2022 | 4    | CZE Long Distance Triathlon National Championships           | Otrokovice         | 08:53:58 | hinter Maciej Chmura                                                                                     |
| 19. Juni 2021 | 4    | CZE Long Distance Triathlon National Championships           | Otrokovice         | 09:09:25 | hinter Tomas Renc                                                                                        |
| 18. Sep. 2020 | 1    | Ultra Czech 515                                              | Tschechien         | 20:56:15 | neuer Weltrekord                                                                                         |
| 22. Juni 2019 | 4    | CZE Long Distance Triathlon National Championships           | Otrokovice         | 09:00:35 | hinter Tomas Renc                                                                                        |
| 24. Juni 2017 | 3    | CZE Long Distance Triathlon National Championships           | Otrokovice         | 09:05:53 | |
| 4. Sep. 2016  | 4    | Austria-Triathlon                                            | Podersdorf         |          | |
| 6. Aug. 2016  | 8    | Norseman Xtreme Triathlon                                    | Eidfjord           |          | |
| 24. Juli 2016 | 13   | ETU Challenge Long Distance Triathlon European Championships | Posen              | 08:41:56 | Europameisterschaft auf der Langdistanz                                                                  |
| 30. Jan. 2016 | 2    | Israman                                                      | Eilat              |          | auf der Ironman-Distanz                                                                                  |
| 5. Sep. 2015  | 1    | Austria-Triathlon                                            | Podersdorf         | 08:15:06 | |
| 20. Juni 2015 | 1    | CZE Long Distance Triathlon National Championships           | Otrokovice         | 08:44:19 | |
| 13. Juni 2015 | 7    | Challenge Denmark                                            | Billund-Herning    | 08:44:23 | bei der Erstaustragung dieses Rennens                                                                    |
| 3. Mai 2015   | 7    | Ironman Australia                                            | Port Macquarie     | 09:16:07 | |
| 22. Feb. 2015 | 10   | Challenge Wanaka                                             | Wanaka             | 09:29:19 | |
| 30. Jan. 2015 | 3    | Israman                                                      | Eilat              | 10:15:31 | |
| 13. Sep. 2014 | 5    | ETU Challenge Long Distance Triathlon European Championships | Almere             | 08:43:57 | Fünfter bei der ETU-Langdistanz-Europameisterschaft (Challenge Almere-Amsterdam)                         |
| 5. Sep. 2014  | 2    | Austria-Triathlon                                            | Podersdorf         |          | |
| 2. Aug. 2014  | 1    | CZE Long Distance Triathlon National Championships           | Tschechien         | 08:45:15 | |
| 30. März 2014 | 9    | Ironman Los Cabos                                            | Los Cabos          | 08:59:38 | |
| 1. März 2014  | 9    | Ironman New Zealand                                          | Taupō              | 09:01:20 | |
| 17. Jan. 2014 | 1    | Israman                                                      | Eilat              | 09:55:30 | zweiter Sieg in Israel – neben Nina Pekerman bei den Frauen                                              |
| 31. Aug. 2013 | 2    | Ironman Japan                                                | Hokkaidō           | 09:19:52 | [ 11 ]                                                                                                   |
| 24. Aug. 2013 | 2    | Austria-Triathlon                                            | Podersdorf         | 08:31:37 | [ 12 ]                                                                                                   |
| 30. Juni 2013 | 9    | Ironman Austria                                              | Klagenfurt         | 08:29:34 | |
| 22. Juni 2013 | 1    | CZE Long Distance Triathlon National Championships           | Otrokovice         | 08:51:46 | |
| 4. Mai 2013   | 4    | Challenge Taiwan                                             | Taiwan             | 08:35:55 | |
| 14. Apr. 2013 | 17   | Ironman South Africa                                         | Port Elizabeth     | 09:03:55 | |
| 25. Jan. 2013 | 1    | Israman                                                      | Eilat              |          | Sieger auf der Ironman-Distanz                                                                           |
| 2012          | 34   | Ironman Hawaii                                               | Hawaii             |          | |
| 15. Sep. 2012 | 3    | MetaMan Triathlon                                            | Bintan             | 09:07:33 | Dritter bei der Erstaustragung                                                                           |
| 25. Aug. 2012 | 3    | Austria-Triathlon                                            | Podersdorf         | 08:40:10 | [ 14 ]                                                                                                   |
| 22. Juli 2012 | 4    | Ironman UK                                                   | Bolton             | 09:11:00 | |
| 3. Juni 2012  | 5    | Ironman Cairns                                               | Cairns             | 08:40:00 | [ 15 ]                                                                                                   |
| 22. Apr. 2012 | 6    | Ironman South Africa                                         | Port Elizabeth     | 09:09:57 | |
| 25. März 2012 | 13   | Ironman Melbourne                                            | Melbourne          | 08:29:25 | bei der Erstaustragung                                                                                   |
| 4. Dez. 2011  | 6    | Ironman Western Australia                                    | Busselton          | 08:35:08 | |
| 2011          | 30   | Ironman Hawaii                                               | Hawaii             |          | |
| 18. Sep. 2011 | 1    | Challenge Henley-on-Thames                                   | Henley-on-Thames   | 08:37:58 | Sieg auf der Langdistanz bei der Erstaustragung                                                          |
| 27. Aug. 2011 | 3    | Austria-Triathlon                                            | Podersdorf         |          | [ 16 ]                                                                                                   |
| 7. Aug. 2011  | 1    | SVK Long Distance Triathlon National Championships           | Slowenien          | 08:25:26 | Sieger auf der Langdistanz bei der slowakischen Triathlon-Meisterschaft im Rahmen des Slovakman          |
| 21. Mai 2011  | 9    | Ironman Texas                                                | The Woodlands      | 08:37:59 | |
| 7. Mai 2011   | 9    | Ironman St. George                                           | St. George         | 09:11:11 | |
| 10. Apr. 2011 | 8    | Ironman South Africa                                         | Port Elizabeth     | 08:40:36 | |
| 5. März 2011  | 7    | Ironman New Zealand                                          | Taupō              | 08:58:30 | Siebter Rang bei seinem 100. Ironman-Start                                                               |
| 15. Jan. 2011 | 6    | Challenge Wanaka                                             | Wanaka             |          | [ 18 ]                                                                                                   |
| 2011          | 1    | CZE Long Distance Triathlon National Championships           | Tschechien         | 08:29    | Sieger auf der Langdistanz                                                                               |
| 28. Nov. 2010 | 7    | Ironman Mexico                                               | Cozumel            | 08:40:09 | |
| 6. Nov. 2010  | 7    | Ironman Florida                                              | Panama City        | 08:29:59 | [ 19 ]                                                                                                   |
| 2010          | 41   | Ironman Hawaii                                               | Hawaii             |          | |
| 29. Aug. 2010 | 4    | Ironman Canada                                               | Penticton          | 08:39:16 | |
| 1. Aug. 2010  | 19   | ITU Long Distance Triathlon World Championships              | Immenstadt         | 06:53:36 | Langdistanz-WM                                                                                           |
| 25. Juli 2010 | 2    | Ironman USA                                                  | Lake Placid        | 08:46:33 | |
| 30. Mai 2010  | 6    | Ironman Brasil                                               | Florianópolis      | 08:36:16 | |
| 1. Mai 2010   | 6    | Ironman St. George                                           | St. George         | 09:09:43 | hinter dem österreichischen Sieger Michael Weiss                                                         |
| 16. Jan. 2010 | 4    | Challenge Wanaka                                             | Wanaka             | 09:00:09 | |
| 22. Nov. 2009 | 10   | Ironman Arizona                                              | Tempe              | 08:37:45 | [ 20 ]                                                                                                   |
| 5. Nov. 2009  | 10   | Ironman Western Australia                                    | Busselton          | 08:57:08 | |
| 2009          | 48   | Ironman Hawaii                                               | Hawaii             |          | |
| 13. Sep. 2009 | 7    | Ironman Wisconsin                                            | Madison            | 09:08:26 | |
| 12. Juli 2009 | 10   | Challenge Roth                                               | Roth               | 08:15:03 | |
| 21. Juni 2009 | 3.   | Ironman Japan                                                | Gotō-Inseln        | 08:45:59 | |
| 31. Mai 2009  | 3    | Ironman Brasil                                               | Florianópolis      | 08:37:18 | |
| 5. Apr. 2009  | 3    | Ironman South Africa                                         | Port Elizabeth     | 08:36:07 | |
| 28. Feb. 2009 | 5    | Ironman Malaysia                                             | Langkawi           | 08:50:48 | |
| 17. Jan. 2009 | 3    | Challenge Wanaka                                             | Wanaka             | 08:44:38 | hinter Chris McDonald (08:37:41 Stunden – neuer Streckenrekord) und Keegan Williams (08:44:05)           |
| 23. Nov. 2008 | 8    | Ironman Arizona                                              | Tempe              |          | |
| 1. Nov. 2008  | 3    | Ironman Florida                                              | Vereinigte Staaten | 08:23:00 | |
| 11. Okt. 2008 | 32   | Ironman Hawaii                                               | Hawaii             |          | |
| 20. Juli 2008 | 2    | Ironman USA                                                  | Lake Placid        | 08:55:20 | |
| 25. Mai 2008  | 4    | Ironman Brasil                                               | Florianópolis      | 08:53:58 | |
| 13. Juni 2008 | 6    | Ironman Switzerland                                          | Zürich             |          | |
| 23. Feb. 2008 | 2    | Ironman Malaysia                                             | Langkawi           | 09:04:54 | Hinter Faris Al-Sultan und vor dem Österreicher Elmar Schuberth finishte Vabroušek auf dem zweiten Rang. |
| 1. Dez. 2007  | 10   | Ironman Western Australia                                    | Busselton          | 08:27:15 | |
| 2007          | 56   | Ironman Hawaii                                               | Hawaii             |          | |
| 1. Juli 2007  | 5    | Ironman Germany                                              | Frankfurt          | 08:21:31 | |
| 18. März 2007 | 4    | Ironman South Africa                                         | Port Elizabeth     | 08:48:19 | |
| 28. Mai 2006  | 2    | Ironman Japan                                                | Gotō-Inseln        | 08:44:22 | |
| 19. März 2006 | 3    | Ironman South Africa                                         | Port Elizabeth     | 08:38:52 | |
| 27. Nov. 2005 | 5    | Ironman Western Australia                                    | Busselton          | 08:36:05 | |
| 2005          | 49   | Ironman Hawaii                                               | Hawaii             |          | |
| 20. März 2005 | 5    | Ironman South Africa                                         | Port Elizabeth     | 08:47:50 | |
| 12. Sep. 2004 | 2    | Ironman Wisconsin                                            | Madison            | 08:55:41 | |
| 25. Apr. 2004 | 3    | Strongman All Japan Triathlon                                | Miyakojima         | 07:53:51 | |
| 7. Sep. 2003  | 4    | Ironman Wisconsin                                            | Madison            | 09:08:37 | |
| 29. Juli 2003 | 4    | Ironman Coeur d’Alene                                        |                    | 09:13:30 | |
| 23. Feb. 2003 | 4    | Ironman Malaysia                                             | Langkawi           | 09:04:49 | |
| 2002          | 19   | Ironman Hawaii                                               | Hawaii             |          | |
| 7. Juli 2002  | 5    | Ironman Austria                                              | Klagenfurt         | 08:29:50 | |
| 2001          | 28   | Ironman Hawaii                                               | Hawaii             |          | |
| 1. Juli 2001  | 3    | Ironman Austria                                              | Klagenfurt         | 08:21:30 | |
| 31. März 2001 | 5    | Ironman South Africa                                         | Port Elizabeth     | 08:46:16 | |
| 2000          | 35   | Ironman Hawaii                                               | Hawaii             |          | |
| 2. Juli 2000  | 1    | Ironman Korea                                                |                    |          | |
| 20. Mai 2000  | 2    | Ironman California                                           | Vereinigte Staaten | 09:13:05 | |
| 5. Feb. 2000  | 1    | Ironman South Africa                                         | Port Elizabeth     | 08:54:35 | |
| 2000          | 1    | Almere-Triathlon                                             | Almere             | 08:15:24 | |
| 1999          | 2    | ETU Long Distance Triathlon European Championships           | Almere             | 08:04:11 | Vizeeuropameister auf der Langdistanz, hinter Jan van der Marel                                          |
| 1998          | 1    | CZE Long Distance Triathlon National Championships           | Tschechien         |          | |

| Datum/Jahr  | Rang | Wettbewerb                          | Austragungsort | Zeit       | Bemerkung              |
| ----------- | ---- | ----------------------------------- | -------------- | ---------- | ---------------------- |
| 5. Mai 2012 | 2    | Krušnoman Duatlon                   | Litvínov       | 03:37:33.6 |                        |
| 1995        | 1    | CZE Duathlon National Championships | Tschechien     |            | Staatsmeister Duathlon |

(DNF – Did Not Finish)